# Aujourd'hui-Mali
Aujourd'hui-Mali est un journal hebdomadaire malien créé par El Hadj Alou Badra Haïdaraen en 2016. Ses lecteurs reconnaissent sa qualité mais le ministre Thierno Hass Diallo lui reproche toutefois d'être trop centré sur Bamako.